# Matt Lattanzi

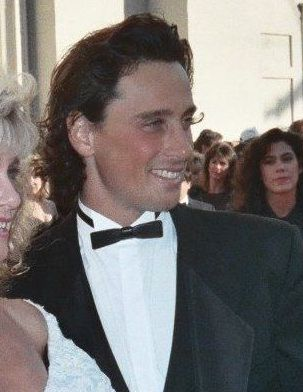
Matt Lattanzi 1989

Matt Lattanzi (* 1. Februar 1959 als Matthew Vincent Lattanzi in Portland, Oregon) ist ein ehemaliger US-amerikanischer Schauspieler und Tänzer. International bekannt wurde Lattanzi vor allem als Ehemann von Olivia Newton-John.

## Werdegang
Matt Lattanzi ist das älteste Kind von Jeanette und Charles Paul Lattanzi. Sein Vater ist italienischer, seine Mutter (geborene Slowikowski) polnischer Abstammung. Er wuchs in einfachen Verhältnissen mit neun jüngeren Geschwistern in Portland auf. Bis 1977 besuchte er dort die Benson Polytechnic High School. Nachdem er den Plan, Ingenieur zu werden, verworfen hatte, ließ er sich von 1977 bis 1980 am Community Collage in Portland in Schauspielerei und Tanz ausbilden.
Mit 20 Jahren zog er nach Los Angeles, um seine erste Filmrolle im Musical Xanadu zu übernehmen. Wie in den meisten seiner Filme blieb seine Tätigkeit auch in seinem Debütfilm auf eine Nebenrolle beschränkt. Eine Hauptrolle spielte er lediglich in Die Klassenfete von 1983 und in Heartpower von 1989. Neben seinen Filmrollen spielte Lattanzi kurzzeitig auch am Theater in Los Angeles, wobei er eine Figur darstellte, die sich für die Reinkarnation von Elvis Presleys Zwillingsbrüder hält.
Nachdem Matt Lattanzi Anfang der 1990er Jahre kaum noch Engagements erhalten hatte, arbeitete er 1992 als Bauarbeiter in Kalifornien. Um wieder eine Rolle übernehmen zu können, zog er 1993 nach Australien und übernahm für sechs Monate ein Engagement in der Australischen Seifenoper Paradise Beach. Nach 1993 war Lattanzi nicht mehr im Filmgeschäft tätig.

## Rollentypus und Image
Als Schauspieler mimte Matt Lattanzi meist den jugendlichen Liebhaber oder Draufgänger. In vielen seiner Filme wurde er auch als Tänzer eingesetzt. Lattanzi verdankte seine zahlreichen Engagements Anfang der 1980er Jahre vor allem seinem guten Aussehen als junger Mann. Michael Ferguson beschreibt den jungen Lattanzi in seinem Buch „Idol Worship“ wie folgt:

"Matt Lattanzi takes male beauty to just about as far as it can go in any direction without undergoing a sex change"

„Matt Lattanzi trägt männliche Schönheit in jede Richtung so weit wie dies möglich ist, ohne sich einer Geschlechtsumwandlung zu unterziehen“

Lattanzis schauspielerische Hauptausrichtung auf die Rolle des (begehrenswerten) jungen Liebhabers war dann auch mit ein Grund für sein frühes Karriereende. Schon mit Mitte Dreißig erhielt er keine Engagements mehr und zog sich vollständig aus dem Filmgeschäft zurück.

## Privatleben
Bei den Dreharbeiten für seinen ersten Film Xanadu lernte Lattanzi 1980 die elf Jahre ältere Olivia Newton-John kennen. Beide heirateten im Dezember 1984. Am 17. Januar 1986 kam die gemeinsame Tochter Chloe Rose Lattanzi zur Welt. Die Ehe hatte bis Mitte der 1990er Jahre Bestand. Am 24. April 1995 erklärte das Paar die einvernehmliche Trennung; die Scheidung folgte im Dezember 1996. Von Juni 1999 bis 2007 war Lattanzi mit Cindy Jessup verheiratet.

## Filmografie
- 1980: Xanadu
- 1981: Reich und berühmt (Rich and Famous)
- 1982: Olivia Newton-John: Let’s Get Physical (Musikvideo)
- 1982: Grease 2
- 1983: Die Klassenfete (My Tutor)
- 1986: That’s Life! So ist das Leben (That’s Life!)
- 1987: Roxanne
- 1988: Blueberry Hill
- 1989: Heart Power (Catch Me If You Can)
- 1990: Höhenangst (Diving In)
- 1993: Paradise Beach (Fernsehserie)